# Iaso Tholus
Lo Iaso Tholus è una struttura geologica della superficie di Venere.